# Baltisk daggkåpa
Baltisk daggkåpa (Alchemilla baltica) är en sällsynt apomiktisk art. Den har sitt ursprung i Baltikum, och har spritt sig därifrån.

## Beskrivning
Flerårig ört med grov jordstam, de ca 4 dm långa stjälkarna är håriga ända upp till blomställningen. Blommar i maj–juni med små, gulgröna blommor.
Särskiljande drag mot liknande apomiktiska arter är blad med 9–11 flikar, tydligt åtskilda med skåror. På varje flik finns 15–19 tänder.
Färväxlingsart Alchemilla wichurae.

## Habitat
Ängar, vägkanter, gräsmattor.

## Synonymer

### Vetenskapliga
- A. acutidens H Lindb
- A. nebulosa Sam

### Svenska
- Dunkelnervig daggkåpa

## Utbredning
I Sverige förekommer baltisk daggkåpa sparsamt i syd- och mellansverige. De flesta fynden i ett band mellan nordöstra Vänern och västra Mälaren (Närke med omnejd).
I Finland förekommer arten lokalt inom ett antal begränsade biotoper och på samma sätt österut från Baltikum till ungefär Uralbergen. Den saknas väster om Sverige.

## Användning
- De ovan jord synliga delarna kan användas vid växtfärgning.
- Hela växten kan enligt folkmedicinen användas i olika preparat med sårläkande egenskaper.

## Etymologi
Det vetenskapliga namnet Alchemilla kommer av att man förr i tiden trodde att den lilla vattendroppe man tidigt på morgonen kan se i bladens mitt, var en viktig ingrediens för alkemister. Denna droppe bildas genom guttation och är alltså, namnet daggkåpa till trots, inte dagg.
Ordet alchemilla kan härledas från arabiska al kemelyeh = kemi 
Baltica är latin och betyder från Baltikum.